# 中国の茶の文化

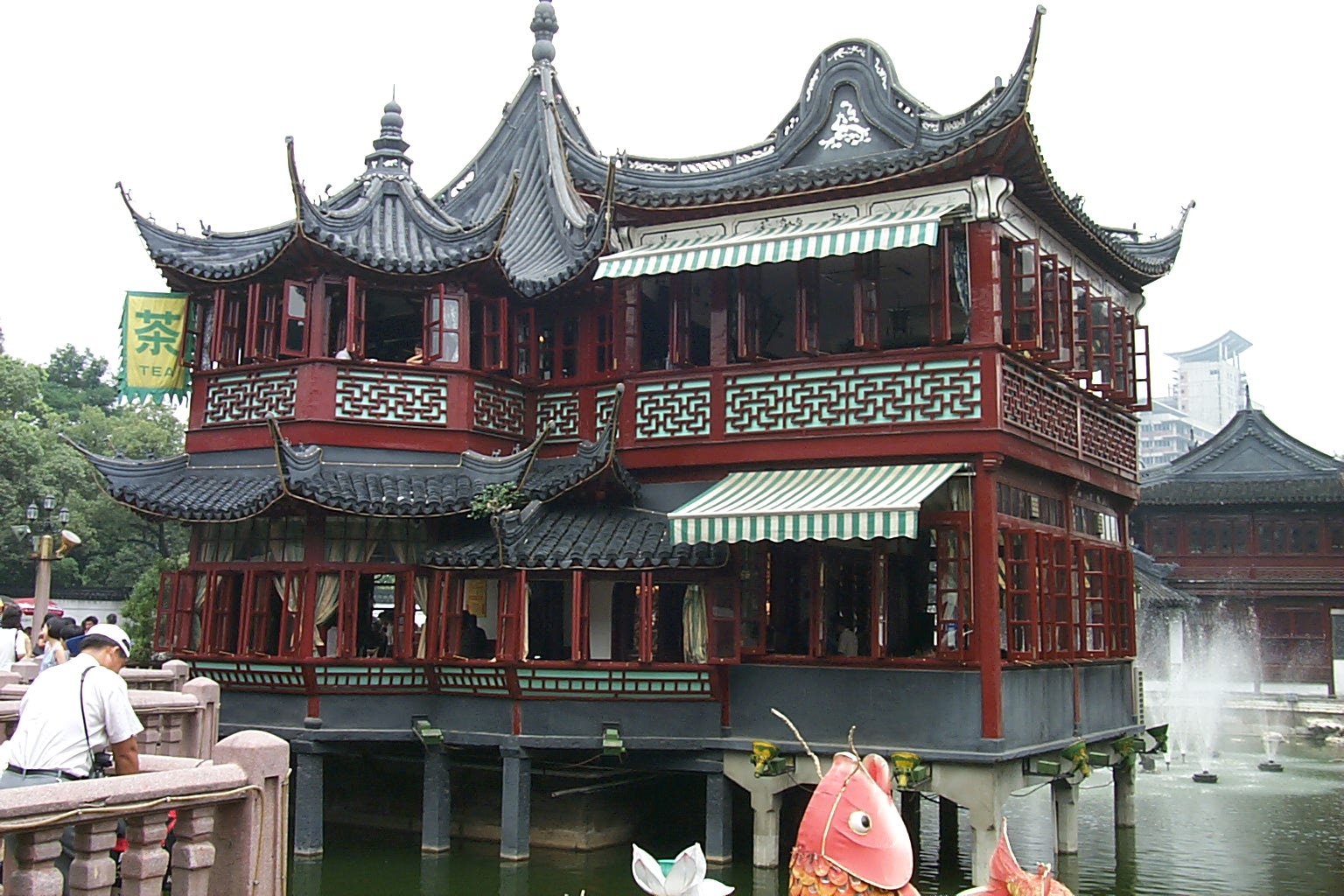
上海の茶屋

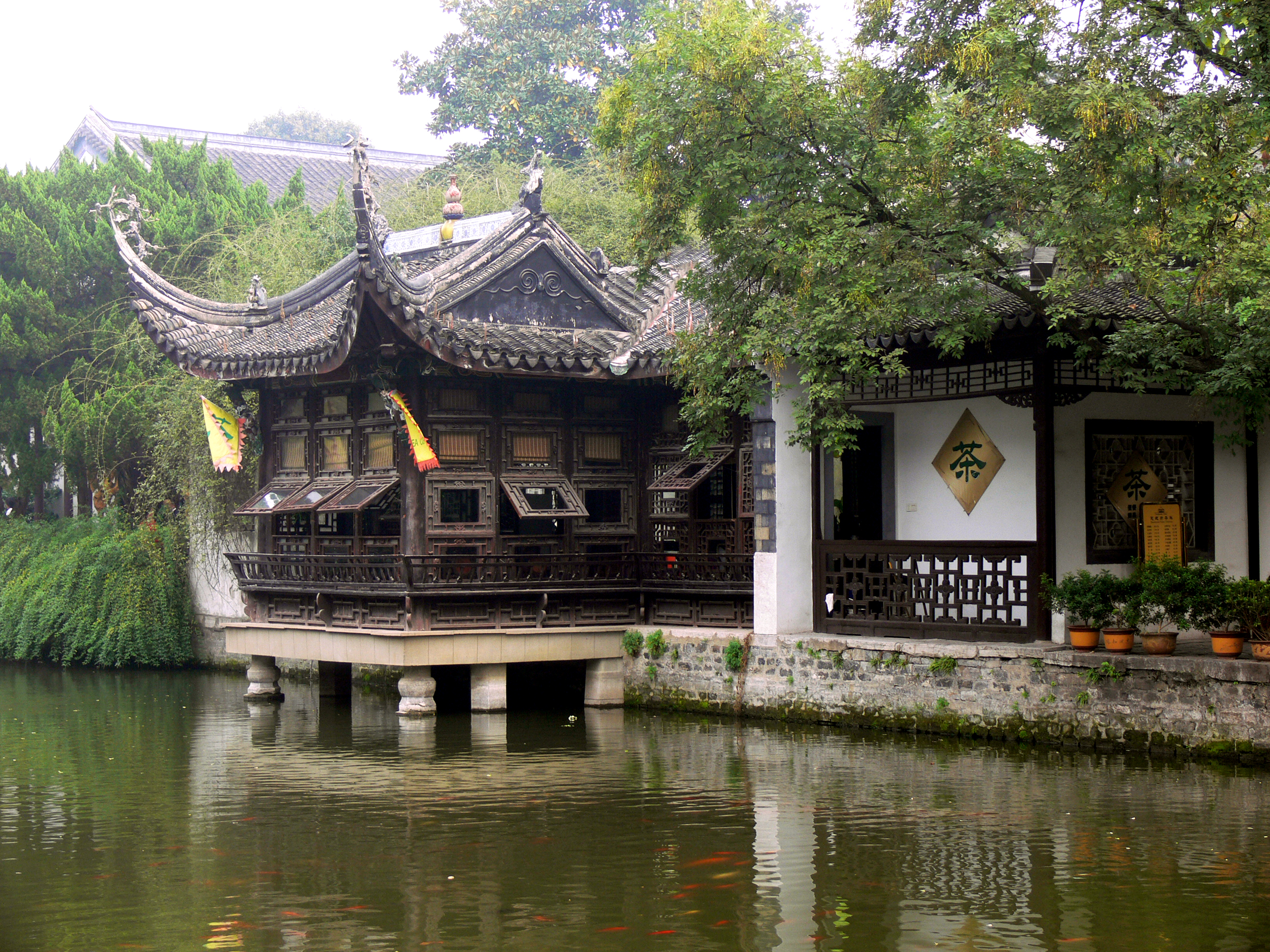
南京にある太平天国天王府跡の茶屋

中国の茶の文化 (英語: Chinese tea culture) は、中国において人々が茶を飲用する際、茶を用意する作法について言及する。中国の茶の文化は日本などのアジアの国々やイギリスなどのヨーロッパの国々とはいれ方、味、そして習慣となった時期が違う。現在でも気軽に、あるいは様式にのっとって茶が消費されている。人気の飲料であり、中国医学や中華料理でも提供される。

## 語源
茶の文化の概念は中国語で「chayi 」(茶道)または「cha wenhua 」(茶文化)に言及する。「cha 」(茶)はチャノキから抽出された飲料を意味する。紀元前8世紀以前、非常に多くの苦い植物は集合的に「荼」(ピン音: tú)として知られていた。これら2つの漢字は同一であるが、中国では「茶」より横線が1本多い「荼」が「tea 」を意味する。部首は旧字では艸 (ピン音: cǎo)であったが簡略化され艹となり、読み方を示す余(ピン音: yú)と組み合わされた。

## 茶の飲用習慣

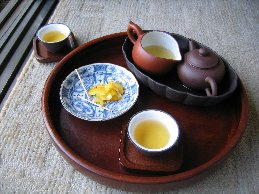
茶の一式

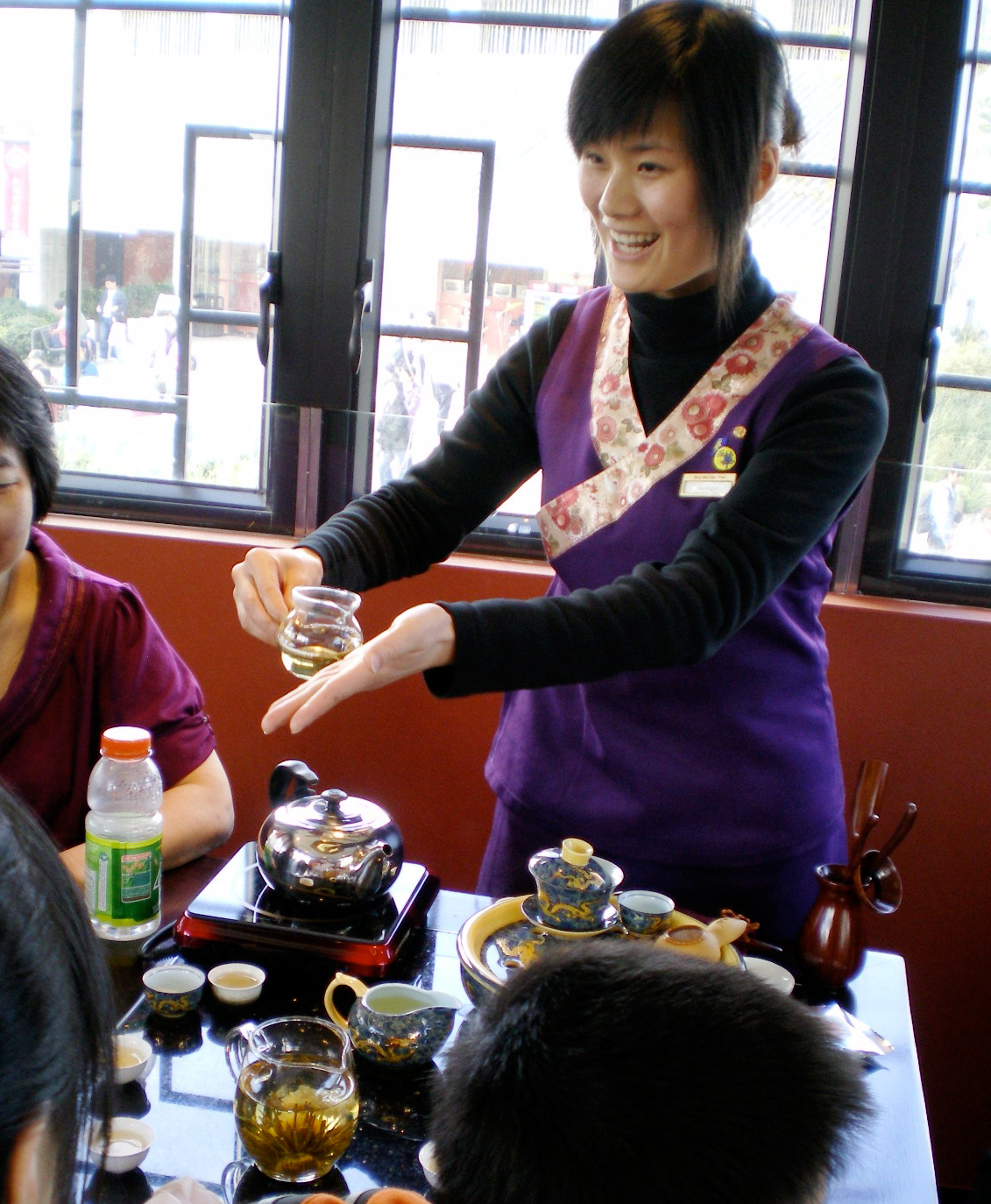
伝統的茶屋で茶をいれる女性接客係

中国文化において、茶のいれ方および飲み方にはいくつか特別な状況がある。
- 敬意

中国社会の伝統において、若い者は茶を頼むことで年配の者を立てる。年上の者を茶屋に誘うことは伝統的季節行事となっている。過去には下層階級の人々が上流階級の人々に茶をいれていた。現在では中国社会の自由化によりこの方法や意味は明確でなくなった。親が子に愛情を示すため、あるいは上司が部下に信頼関係を高めるため茶をいれることがあるが、フォーマルな場では事実上基本のルールに従う。
- 家族の集まり

就職や結婚により子が自立すると親と過ごす時間も少なくなるため、茶屋で茶を飲むことが家族の絆を強める重要な行事となる。毎週日曜、特に祝祭日期間はこの理由により茶屋が家族連れで混雑する。このため中国の家庭において茶は重要事項の1つとなっている。
- 遺憾

中国文化において、茶は公式謝罪の1つとなることもある。例えば子が他の子に悪さをした際、その親に茶をいれることで遺憾の意を表明する。
- 結婚式での感謝

中国の伝統的結婚式において、新郎新婦は両親の前でひざまずき、茶をいれて両親にこれまで育ててくれたことへの感謝を表明する。また新婦が新郎家族へ、新郎が新婦家族へ茶をいれる場合もある。これはそれぞれが互いの家族への仲間入りをすることを示している。

## 指による感謝の合図

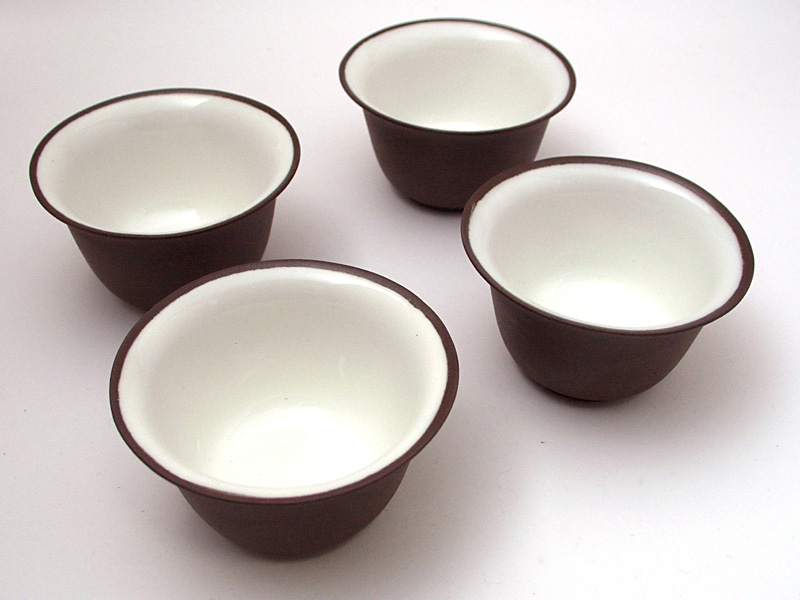
中国の茶碗

茶をいれてくれた人に対して、右手の指でテーブルを軽く叩くのが慣例である。1つの茶碗がいっぱいになると、人差し指と中指などでテーブルを叩いて、茶をいれてくれた人に対して感謝の意を伝える。この習慣は広東省など中国の南部を中心に広がっている。中国の他の地域では会話に夢中になっている時など感謝を口に出せない場合にのみテーブルを叩いて感謝を表明する。
この習慣は清の時代に乾隆帝が変装して国中に出掛け、お付きの者が乾隆帝の正体がばれないようにするためにとった行動からきているとされる。ある日茶屋にて、乾隆帝は自身の茶をいれただけでなくお付きの者にも茶をいれた。お付きの者は乾隆帝が自分のために茶をいれてくれたことを大変光栄に思った。いつも通りひざまずいて感謝の意を表したかったが、乾隆帝の正体がばれることを恐れたためひざまずくことができなかった。膝を曲げる代わりに指を曲げてテーブルを叩き感謝の意を表明した。こ のお付きの者は2本指の片方を頭、もう1本を腕として2本指でテーブルを叩くことでお辞儀を意味した。
ただしフォーマルの場では会釈をするか、言葉で感謝の意を伝えることがより的確である。

## 中国茶のいれ方
中国茶のいれ方は、フォーマルな機会、一般的な方法、茶の種類などによって違う。例えば緑茶は烏龍茶や紅茶より繊細なため、中国では緑茶は冷水からいれなくてはならない。最も簡単ないれ方はお湯の入った茶器にそのまま茶葉を入れることである。この方法は一般家庭や広東式酒楼の点心や飲茶などのレストランで供される。他に蓋碗(がいわん)と呼ばれる、小さな蓋付きの茶碗を使用したいれ方もある。明の時代の朱元璋が緊圧茶の製造を禁止したことにより散茶が発展していった。

### 工夫茶

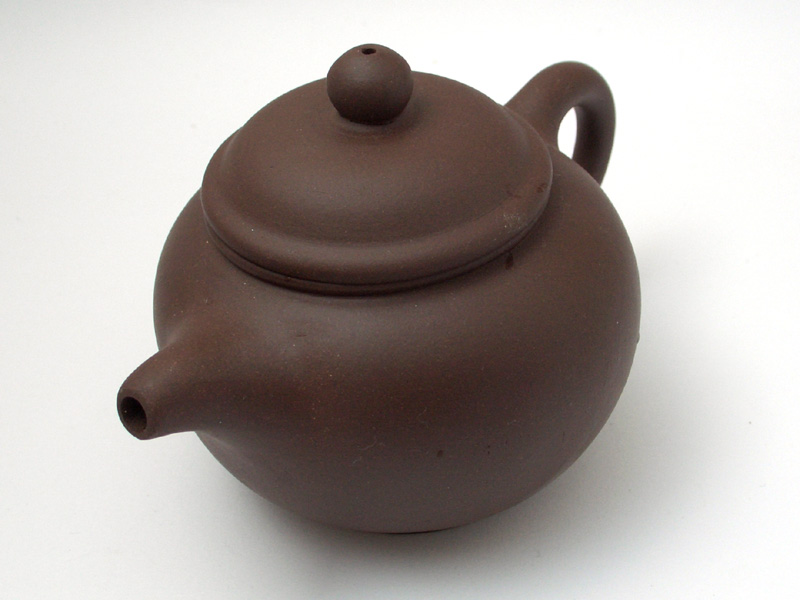
宜興泥でできた急須

「工夫茶」は中国で人気のあるいれ方である。見た目を良くし、味をまろやかにするとして100–150ml(4-5 fl.oz.)しか入らない「宜興泥」でできた小さな急須を使用する。この急須によるいれ方は個人で楽しむ他、客をもてなすこともできる。中国の地域によって茶のいれ方や道具が違う。例えば台湾式工夫茶ではピンセットのようなものや茶こしを使用するなどさらに手間がかかる。この手順は烏龍茶をいれるのに適しているが、プーアル茶や発酵茶をいれる際にも用いられる。

## 中国文化の影響
茶は中国文化の発展に大きな影響を与え、中国の伝統文化は中国茶と深い繋がりがある。茶はしばしば文学、芸術、哲学と関連し、道教、仏教、儒教と近接に繋がっている。唐の時代の頃から茶を飲むことは自己修養に不可欠とされている。日本の禅と似た中国の禅哲学は茶を飲むことと関係している。

### 茶器
古来より茶を飲む者は社会において学術的、文化的に高いとみなされてきた。茶を飲むことはその人の道徳、教育、社会原理、地位の表現と考えられていた。茶の飲用への熱意が上昇すると、中国の陶磁器文化がとても人気となり茶器の質も上がった。

### 茶屋
古代の中国の学者たちは茶屋で学術的な話し合いをしていた。茶屋は政治に忠実な場所であり、この中にいる時だけは社会的地位に関わらず誰でも正直に合理的な会話をすることが好まれる。ゆっくりと茶を飲むことは互いの礼節や気分を上げる。茶屋は中国の茶の文化の副産物というだけでなく、中国の茶の歴史の証ともなっている。現在、人々は北京市にある老舎茶館や杭州市、蘇州市、揚州市、南京市、無錫市、紹興市、上海市など華東の茶屋で古典的な雰囲気を感じることができる。これらの茶屋の雰囲気はまだ活気溢れている。

### 現代文化
現代の中国では泥作りの簡素な家屋に住んでいようと、事実上ほぼ全ての家庭に温かい茶をいれるための茶道具セットがある。これらは客や近所に住む者を歓迎するシンボルとなっている。伝統的に中国の家庭を訪問すると、席につき会話しながら茶を飲む。訪問中立ったままでいることは失礼にあたる。中国の伝統では茶の儀式で布巾をたたむことは悪い気を追い払うことを示す。
茶は柴、米、油、塩、醤油、酢と並び日常の七大要素とみなされた。茶の種類は緑茶、烏龍茶、ルイボス茶、紅茶、白茶、黄茶、プーアル茶、花茶など様々である。伝統的に新鮮な茶葉は深い碗の中で回転させる。この過程において茶葉は乾燥し、香りが長持ちし、すぐに茶をいれることができる。